# Gran mesquita de Divriği
La Gran Mesquita de Divrigi a Divriği a la província de Sivas a Turquia, va ser construïda el 1299. L'arquitecte va ser Hürremchah de Ahlat. Ahmet Shah, llavors el bei del beilicat de Mengücek va començar les obres. Les inscripcions en els murs són lloances al sultà de Rum Kaikubad. Forma part del Patrimoni de la Humanitat de la UNESCO des del 1985.